# Sjabanibeli
Sjabanibeli (georgiska: შაბანიბელი) är ett berg i Georgien. Det ligger i den södra delen av landet, i regionen Samtsche-Dzjavachetien. Toppen på Sjabanibeli är 2 646 meter över havet. Närmaste större samhälle är Achaltsiche, 14 km norrut.